# Journal of the American Society for Information Science and Technology
Journal of the American Society for Information Science and Technology  (ook JASIST) is een internationaal, aan collegiale toetsing onderworpen wetenschappelijk tijdschrift op het gebied van de informatiesystemen. De naam wordt in literatuurverwijzingen meestal afgekort tot J. Am. Soc. Inform. Sci. Tech. Het wordt uitgegeven door Wiley-Blackwell namens de American Society for Information Science and Technology en verschijnt maandelijks. Het eerste nummer verscheen in 1950.